# Заря (модуль МКС)
Функциона́льно-грузово́й блок «Заря́» (индекс: 77КМ, заводской № 17501) — изготовленный в России по контракту с компанией Боинг модуль Международной космической станции. Является собственностью НАСА, поскольку строительство финансировано США, но относится к российскому сегменту МКС. Первый модуль станции, запущенный в космос.

## Разработка и строительство
Модуль был построен российским ГКНПЦ им. Хруничева по заказу американской стороны и является собственностью НАСА. Проект российского модуля был выбран американцами вместо предложения компании Локхид, модуля «Bus-1», благодаря меньшим финансовым затратам (220 млн долл. вместо 450 млн долл.). По условиям контракта ГКНПЦ также обязался построить дублирующий модуль, ФГБ-2. При разработке и строительстве модуля интенсивно использовался технологический задел по Транспортному кораблю снабжения, на основе которого ранее уже были построены некоторые модули орбитальной станции «Мир». Значительным преимуществом этой технологии было полное энергетическое снабжение за счёт солнечных батарей, а также наличие собственных двигателей, позволяющих маневрирование и корректировку положения модуля в пространстве. Модуль имеет цилиндрическую форму с шарообразным головным отсеком и конической кормой, его длина насчитывает 12,6 м при максимальном диаметре 4,1 м. Две солнечных батареи, габариты которых составляют 10,7 м × 3,3 м, создают среднюю мощность в размере 3 киловатт. Энергия сохраняется в шести аккумуляторных никель-кадмиевых батареях. «Заря» оснащена 24 средними и 12 малыми двигателями для корректировки пространственного положения, а также двумя крупными двигателями для орбитальных манёвров. 16 баков, закреплённых снаружи модуля, могут содержать до 6 тонн топлива. Имеет три стыковочных узла.
20 августа 2012 года космонавты Геннадий Падалка и Юрий Маленченко перенесли с модуля «Пирс» на «Зарю» и установили грузовую стрелу ГСтМ-2.

## Базовая конструкция
Модуль 77КМ № 17501 «Заря» создан с использованием материалов и комплектующих российского производства на базе тяжёлой многоцелевой платформы (функционально-грузовой блок 11Ф77), применявшейся на Транспортных кораблях снабжения 11Ф72 («Космос-929», Космос-1267, Космос-1443, Космос-1686) и успешно прошедшей испытания в составе орбитальных станций «Салют-6, Салют-7» в 1981—87 годах. Позднее она была использована на специализированных модулях 77-й серии для орбитального комплекса 27КС «Мир». В рамках модулей 77-й серии с 1989 по 1996 год в Центре Хруничева были изготовлены модули дооснащения 77КСД № 17101 «Квант-2», стыковочно-технологический 77КСТ № 17201 «Кристалл», оптический 77КСО № 17301 «Спектр» и исследовательский экологический 77КСИ № 17401 «Природа». Системы автоматической стыковки модуля разработаны украинским ОАО «Хартрон».

## Стыковочные узлы и узел захвата
- АПАС — андрогинно-периферийный агрегат стыковки (пассивный), расположен в головной части модуля, на передней стороне шарообразного Герметичного адаптера (ГА)
- СА ССВП — стыковочный агрегат системы стыковки и внутреннего перехода (пассивный), расположен в головной части модуля, на нижней стороне ГА (т. н. надирный порт, то есть смотрящий вниз, на Землю)
- ССВП-М — гибридный стыковочный агрегат системы стыковки и внутреннего перехода (активный), расположен на корме модуля «Заря»
- Узел захвата для обеспечения стыковки с манипулятором «Канадарм» шаттла, расположен в головной части модуля, на зенитной стороне ГА (изначально на этом месте планировался ещё один стыковочный узел, но после изменения проекта на его место была приварена заглушка[6])

## Запуск и установка

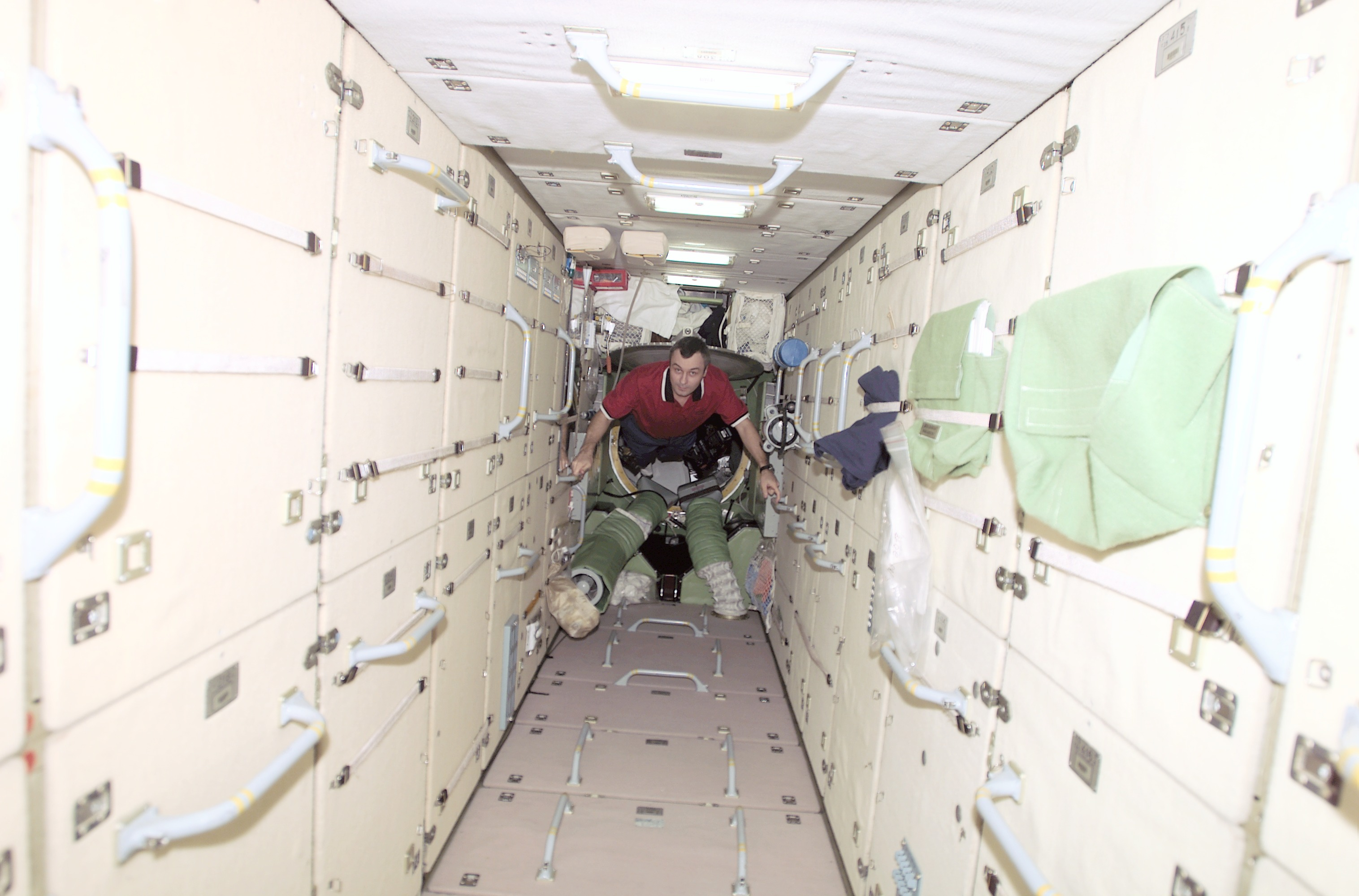
Интерьер модуля

«Заря» была запущена 20 ноября 1998 года на ракете-носителе «Протон-К» с космодрома Байконур, с 21-й пусковой установки 81-й площадки. Стартовая масса составляла 20,2646 тонны. Через 15 дней после успешного запуска в рамках полёта шаттла «Индевор» STS-88 к пассивному андрогинно-периферийному агрегату стыковки (АПАС) модуля «Заря» через переходник PMA-1 (заранее установленном на модуле «Юнити») был присоединён первый американский модуль «Юнити». Извлечение «Юнити» из грузового блока и подведение его к АПАС модуля «Заря» производилось с помощью манипулятора «Канадарм» шаттла «Индевор». В течение трёх выходов в открытый космос «Юнити» был подключён к системам электропитания и коммуникации «Зари», смонтировано внешнее оборудование.

## Задачи
До лета 2000 года «Заря» выполняла функции энергоснабжения станции, а также управления ориентацией и поддержания температурного режима. После стыковки с модулем «Звезда» 26 июля 2000 года большинство этих функций было передано с «Зари» на новый компонент станции. По мере расширения станции и оставшиеся функции были переданы другим модулям. Неизменной остаётся функция модуля как хранилища топлива и склад. Также «Заря» содержит пространство для автоматически проводящихся экспериментов. 18 мая 2010 года на надирный порт был установлен Малый исследовательский модуль «Рассвет».

## Параметры
| Параметр                                                                  | Значение   |
| ------------------------------------------------------------------------- | ---------- |
| Масса на орбите                                                           | 20 260 кг  |
| Длина по корпусу                                                          | 12 990 мм  |
| Максимальный диаметр                                                      | 4 100 мм   |
| Объём герметичных отсеков                                                 | 71,5 м³    |
| Жилой объём                                                               | 57.8 м³    |
| Размах солнечных батарей                                                  | 24 400 мм  |
| Площадь фотоэлектрических элементов                                       | 28 м²      |
| Гарантированная среднесуточная мощность электроснабжения напряжением 28 В | 3 кВт      |
| Масса заправляемого топлива                                               | до 6100 кг |
| Длительность функционирования на орбите                                   | 15 лет     |